# Dora Heldt: Bei Hitze ist es wenigstens nicht kalt
Bei Hitze ist es wenigstens nicht kalt ist eine deutsche Filmkomödie von Mark von Seydlitz aus dem Jahr 2012. Es handelt sich um die vierte Verfilmung der Dora Heldt-Reihe. Die einzelnen Filme basieren auf den gleichnamigen Romanen der Autorin. Der Fernsehfilm wurde erstmals am 11. November 2012 im ZDF-Herzkino gezeigt.

## Handlung
Als die noch 49-jährige Doris Goldstein-Wagner erfährt, dass ihr Mann Torsten eine große Geburtstagsfeier plant, will sie einfach nur weg. Sie überredet ihre beiden Freundinnen Anke und Katja, mit an die Ostsee zu fahren, wo Doris für sie einen Life-Coach engagieren konnte. Anke ist insofern nicht begeistert, als sie Coach Georg Schmidt bereits auf der Zugfahrt kennengelernt und sich mächtig über dessen besserwisserische Art geärgert hat. Auch Katja hat keine Lust auf Psychospielchen, denn sie gefällt sich so, wie sie ist, und hat nicht vor, etwas daran zu ändern. Da sie aber Doris nicht enttäuschen wollen, lassen sie sich auf das Seminar ein. In der ersten Übung sollen sie im Sand ein Ebenbild von sich formen, was zu einer Diskussionsrunde über Äußerlichkeiten führt bzw. der besseren Selbstwahrnehmung dienen soll. Doris hat damit das größte Problem, schließlich flieht sie gerade vor ihrem 50. Geburtstag und dem Älterwerden. Aber auch die anderen beiden haben Probleme mit ihrem Alter: Anke ist arbeitslos, nachdem ihre Firma geschlossen worden ist, und findet keine Arbeit mehr, weshalb sie Kalendertexte entwirft. Katja geht es augenscheinlich gut, weil ihr Geld und Schönheitschirurgen dabei helfen, jung und schön auszusehen. Doch nützt ihr dies wenig für eine feste Beziehung, denn hier kann sie ihr wahres Alter nie lange geheim halten. Bei der zweiten Übung am nächsten Tag sollen sich die Frauen in einem Kletterwald beweisen. Dabei haben sie sogar ein wenig Spaß und lernen, auf sich selbst und ihre noch immer vorhandene Sportlichkeit zu vertrauen.
Anstatt sich aber nur selbst zu finden, teilen die Freundinnen auch gegenseitig aus und sagen sich unbequeme Wahrheiten. Aber sie geben sich auch Bestätigung ihrer Stärken, die sie selbst oft gar nicht gesehen haben. Katja und Anke kommen sogar zu dem Schluss, dass wahrscheinlich Doris mit ihrer langweiligen, aber beständigen Ehe es noch am besten von ihnen getroffen hat. Deshalb wollen sie Doris Mann Torsten anrufen, damit er kommen und mit ihr zusammen ihren Geburtstag feiern kann. Doch die drei streiten sich so massiv, dass sie eigentlich sofort abreisen wollen. Hier ist es ihr Coach, die die Situation rettet und mit ihnen eine letzte Übung absolviert. Sie sollen gemeinsam ein Floß bauen und auch darauf fahren. Am Ende landen alle drei im Wasser, haben aber trotzdem Spaß.
Das Seminar ist nun zu Ende und Doris legt als neues Ziel für ihren neuen Lebensabschnitt fest, ein Buch zu schreiben. Anke wird dagegen immer nachdenklicher. Auch wenn sie sich die ganze Zeit dagegen gewehrt hat, muss sie sich eingestehen, dass sie sich in ihren Coach verliebt hat. Sie fasst allen Mut zusammen, um ihm das zu sagen, doch sieht sie ihn nun mit einer anderen Frau in inniger Umarmung. Wie sich dann aber herausstellt, ist dies seine Schwester, und Georgs und Ankes gemeinsamer Zukunft steht nichts im Weg.
Torsten hat derweil allen Verwandten und Bekannten Bescheid gegeben, dass sie Doris Geburtstag am Meer feiern. Er hat einen Kleinbus gemietet und kommt mit der ganzen Gesellschaft im Hotel an. Er hat sogar Katjas Freund mit eingeladen, sodass sie nun alle glücklich miteinander feiern können.

## Hintergrund
Bei Hitze ist es wenigstens nicht kalt wurde vom 6. bis 31. August 2012 in Heiligendamm gedreht und am 7. November 2012 auf ORF 2 erstausgestrahlt. Am 23. November 2012 erschien der Film auf DVD bei Universum.

## Rezeption

### Einschaltquoten
Die Erstausstrahlung am 11. November 2012 im ZDF wurde von 6,55 Millionen Zuschauern gesehen. Dies entspricht einem Marktanteil von 17,7 Prozent.

### Kritiken
Der film-dienst nannte Bei Hitze ist es wenigstens nicht kalt eine „anspruchslos unterhaltende (Fernsehserien-)Komödie nach einem Roman von Dora Heldt.“
TV Spielfilm befand, dass diese Dora-Heldt-Verfilmung „diesmal wenigstens ganz gut besetzt“ sei.